# Aneta Udriștioiu
Aneta Pîrvuț-Udriştioiu (født 22. Juni 1989 i Rumænien) er en rumænsk håndboldspiller, som spiller for HC Dunărea Brăila i Rumænien og Rumæniens håndboldlandshold.